# 江蘇華隆興進出口公司
江蘇華隆興進出口公司，中國機械工業集團有限公司及國機資產管理公司聯營機構，是在1994年當時由中國工程與農業機械進出口總公司成立，主要業務機電、輕工、化工、紡織、服裝、進出口、對外承攬項目、成套設備的供貨、安裝和調試。
1999年，被中國機械工業集團有限公司收購本集團，已被國務院批准。